# Dietges
Dietges ist einer von elf Ortsteilen der Marktgemeinde Hilders im osthessischen Landkreis Fulda.

## Geographische Lage
Biosphärenreservat der hessischen Rhön.
Dietges liegt im Biosphärenreservat der hessischen Rhön, nordöstlich des Weiherbergs (786 m).
Es liegt an der Bundesstraße 458 zwischen Grabenhöfchen im Westen und Brand im Osten.
Siedlungsplätze innerhalb der Gemarkung sind::
- Enzianhütte
- Gutte
- Oberbranda

## Geschichte

### Ortsgeschichte
Die älteste bekannte schriftliche Erwähnung von Batten erfolgte im Jahr 1165.
Weitere Erwähnungen sind:
- Im Jahr 1337 wurde das Dort vom Kloster Fulda an sie von Buttlar versetzt.
- Im Jahr 1656, die Ruinen einer Kapelle

Hessische Gebietsreform (1970–1977)
Zum 31. Dezember 1971 wurde die bis dahin selbständige Gemeinde Dietges im Zuge der Gebietsreform auf freiwilliger Basis in die Gemeinde Hilders eingemeindet. Wie für alle nach Hilders eingegliederten Gemeinden wurde auch für  Dietges ein Ortsbezirk gebildet.

### Verwaltungsgeschichte im Überblick
Die folgende Liste zeigt die Staaten und Verwaltungseinheiten, denen Batten angehört(e):
- vor 1803: Heiliges Römisches Reich, Hochstift Fulda, Amt Bieberstein
- 1803–1806: Heiliges Römisches Reich, Fürstentum Nassau-Oranien-Fulda, Fürstentum Fulda, Amt Bieberstein
- 1806–1810: Kaiserreich Frankreich,[Anm. 2] Fürstentum Fulda (Militärverwaltung)
- 1810–1813: Großherzogtum Frankfurt, Departement Fulda, Disrrikt Bieberstein
- 1814–1816: Königreich Bayern, Amt Bieberstein
- 1817–1837: Königreich Bayern,[Anm. 3] Untermainkreis, Landgerichtsbezirk Hilder
- 1838–1861: Königreich Bayern, Regierung Unterfranken und Aschaffenburg, Landgerichtsbezirk Hilders
- 1862–1866: Königreich Bayern, Regierungsbezirk Unterfranken, Bezirksamt Gersfeld[Anm. 4]
- ab 1867: Norddeutscher Bund, Königreich Preußen,[Anm. 5] Provinz Hessen-Nassau, Regierungsbezirk Kassel, Kreis Gersfeld
- ab 1871: Deutsches Reich,  Königreich Preußen, Provinz Hessen-Nassau, Regierungsbezirk Kassel, Kreis Gersfeld
- ab 1918: Deutsches Reich, Freistaat Preußen, Provinz Hessen-Nassau, Regierungsbezirk Kassel, Kreis Gersfeld
- ab 1932: Freistaat Preußen, Provinz Hessen-Nassau, Regierungsbezirk Kassel, Landkreis Fulda
- ab 1944: Deutsches Reich, Freistaat Preußen, Provinz Kurhessen, Landkreis Fulda
- ab 1945: Deutsches Reich, Amerikanische Besatzungszone, Groß-Hessen, Regierungsbezirk Kassel, Landkreis Fulda
- ab 1946: Deutsches Reich, Amerikanische Besatzungszone, Hessen, Regierungsbezirk Kassel, Landkreis Fulda
- ab 1949: Bundesrepublik Deutschland, Hessen, Regierungsbezirk Kassel, Landkreis Fulda
- ab 1972: Bundesrepublik Deutschland, Hessen, Regierungsbezirk Kassel, Landkreis Fulda, Gemeinde Hilders

## Bevölkerung

### Einwohnerstruktur 2011
Nach den Erhebungen des Zensus 2011 lebten am Stichtag dem 9. Mai 2011 in Dietges 105 Einwohner. Darunter waren keine Ausländer.
Nach dem Lebensalter waren 15 Einwohner unter 18 Jahren, 39 waren zwischen 18 und 49, 21 zwischen 50 und 64 und 27 Einwohner waren älter.
Die Einwohner lebten in 48 Haushalten. Davon waren 15 Singlehaushalte, 15 Paare ohne Kinder und 15 Paare mit Kindern, sowie 3 Alleinerziehende und keine Wohngemeinschaften. In 15 Haushalten lebten ausschließlich Senioren und in 30 Haushaltungen leben keine Senioren.

### Einwohnerentwicklung
- 1812: 10 Feuerstellen, 72 Seelen[1]

| Dietges: Einwohnerzahlen von 1812 bis 2023 | Dietges: Einwohnerzahlen von 1812 bis 2023 | Dietges: Einwohnerzahlen von 1812 bis 2023 | Dietges: Einwohnerzahlen von 1812 bis 2023 | Dietges: Einwohnerzahlen von 1812 bis 2023 |
| --- | ------------------------------------------ | ------------------------------------------ | ------------------------------------------ | ------------------------------------------ |
| Jahr |                                            |                                            |                                            | Einwohner                                  |
| 1812 | 1812                                       |                                            | 72                                         | 72                                         |
| 1834 | 1834                                       |                                            | 161                                        | 161                                        |
| 1840 | 1840                                       |                                            | 153                                        | 153                                        |
| 1846 | 1846                                       |                                            | 159                                        | 159                                        |
| 1852 | 1852                                       |                                            | 164                                        | 164                                        |
| 1858 | 1858                                       |                                            | 154                                        | 154                                        |
| 1864 | 1864                                       |                                            | 152                                        | 152                                        |
| 1871 | 1871                                       |                                            | 163                                        | 163                                        |
| 1875 | 1875                                       |                                            | 189                                        | 189                                        |
| 1885 | 1885                                       |                                            | 146                                        | 146                                        |
| 1895 | 1895                                       |                                            | 156                                        | 156                                        |
| 1905 | 1905                                       |                                            | 166                                        | 166                                        |
| 1910 | 1910                                       |                                            | 178                                        | 178                                        |
| 1925 | 1925                                       |                                            | 141                                        | 141                                        |
| 1939 | 1939                                       |                                            | 388                                        | 388                                        |
| 1946 | 1946                                       |                                            | 234                                        | 234                                        |
| 1950 | 1950                                       |                                            | 218                                        | 218                                        |
| 1956 | 1956                                       |                                            | 175                                        | 175                                        |
| 1961 | 1961                                       |                                            | 142                                        | 142                                        |
| 1967 | 1967                                       |                                            | 131                                        | 131                                        |
| 1970 | 1970                                       |                                            | 126                                        | 126                                        |
| 1980 | 1980                                       |                                            | ?                                          | ?                                          |
| 1990 | 1990                                       |                                            | ?                                          | ?                                          |
| 2000 | 2000                                       |                                            | ?                                          | ?                                          |
| 2011 | 2011                                       |                                            | 105                                        | 105                                        |
| 2023 | 2023                                       |                                            | 99                                         | 99                                         |
| Datenquelle: Historisches Gemeindeverzeichnis für Hessen: Die Bevölkerung der Gemeinden 1834 bis 1967. Wiesbaden: Hessisches Statistisches Landesamt, 1968. Weitere Quellen: LAGIS; Gemeinde Hilders; Zensus 2011 |                                            |                                            |                                            |                                            |

### Historische Religionszugehörigkeit
| • 1885: | 145 katholische (= 99,32 %), ein jüdischer (= 0,68 %) Einwohner  |
| • 1961: | 6 evangelische (= 4,20 %), 137 katholische (= 95,80 %) Einwohner |

## Politik
Für Dietges besteht ein Ortsbezirk (Gebiete der ehemaligen Gemeinde Dietges) mit Ortsbeirat und Ortsvorsteher nach der Hessischen Gemeindeordnung. Der Ortsbeirat besteht aus drei Mitgliedern. Bei den Kommunalwahlen in Hessen 2021 betrug die Wahlbeteiligung zum Ortsbeirat 67,03 %. Alle Kandidaten gehörten der Bürgerliste Dietges an. Der Ortsbeirat wählte Lucas Schiebelhut zum Ortsvorsteher.

## Bauwerke
- Barocke Katholische Kirche St. Antonius von Padua aus dem Jahre 1782.